# Ondřej Brousek
Ondřej Brousek (* 28. března 1981 Praha) je český herec, hudebník, skladatel, dabér a režisér.

## Život
Narodil se v Praze v herecké rodině Brousků. Je synem Otakara Brouska ml. a herečky Zuzany Mixové. Jeho první manželkou byla Adéla Gondíková, se kterou má dceru Nelu (* 2004). 25. září 2011 se oženil s Annou, roz. Remkovou (dcerou Vladimíra Remka), se kterou má syna Františka (* 2012) a dceru Hanu (*2017).
Vystudoval hudebně-dramatický obor na Pražské konzervatoři. Po studiu začal vystupovat v Divadle Na Fidlovačce. Zde působil nejen jako herec (Thyl Ulenspiegel, Loupežník, Motýli, Tři sestry, Shapira), ale i jako skladatel (Carmen, Ženitba, Stvoření světa, Nevěsta) a režisér (Žena v černém, Záhada aneb Zapřená láska). Od roku 2013 je členem uměleckého souboru Divadlo na Vinohradech (Andorra, Poslední z Hausmannů, Amadeus, Rod Glembayů, Caligula, Peer Gynt, Revizor, Zmoudření Dona Quijota, Slaměný klobouk, Bach a synové aj.). V divadle Ungelt účinkuje v představeních Krásná vzpomínka a Příběh ze zoo.
Významnou se stala jeho práce v rozhlase (Tři životy Dmitrie Šostakoviče - cena rozhlasová Thálie, Largo desolato, Holky nesnáším, Velký Gatsby, Višňový sad, Ústav, Človíček aj.) a spolupráce interpretační i hudební v oblasti audioknih (Vyvolávač deště, Návrat Krále Šumavy, Možnosti milostného románu, Warren XIII., Kniha hřbitova, Z popela, Dobrodruh, Portnoyův komplex, Obrana Mozarta, Egypťan Sinuhet, Mýty aj.)
Je členem kapely Monkey Business.

## Divadelní role (výběr)

### Divadlo na Vinohradech
- 2013 Max Frisch: Andorra, režie: Martin Čičvák, premiéra: 13. září 2013, role: Andri
- 2014 Stephen Beresford: Poslední z Haussmanů, režie: Petr Kracik, česká premiéra: 21. února 2014, role: Nick
- 2014 Peter Shaffer: Amadeus, režie: Martin Čičvák, premiéra: 7. listopadu 2014, role: Wolfgang Amadeus Mozart
- 2014 Miroslav Krleža: Rod Glembayů, režie: Martin Huba, premiéra: 13. listopadu 2014, role: PhDr. Leon Glembay
- 2015 Albert Camus: Caligula, režie: Martin Čičvák, premiéra: 4. listopadu 2015, role: Caligula
- 2016 Piérre-Aristide Bréal: Velká mela aneb Francouzská kuchyně, režie: Daniel Hrbek, premiéra: 18. března 2016, role: Ferdinand
- 2017 Henrik Ibsen: Peer Gynt, režie: Martin Čičvák, premiéra: 17. března 2017, role: Peer Gynt
- 2017 James Goldman: Lev v zimě, režie: Jan Burian, premiéra: 21. října 2017, role: Richard Lví srdce, nejstarší syn
- 2018 Nikolaj Vasiljevič Gogol: Revizor, režie: Juraj Deák, premiéra: 19. prosince 2018, role: Ivan Alexandrovič Chlestakov, úředník z Petěrburgu
- 2020 Viktor Dyk: Zmoudření Dona Quijota, režie: Martin Čičvák, premiéra: 7. února 2020, role: Sancho Panza
- 2021 Eugène Labiche: Slaměný klobouk, režie: Tomáš Töpfer, premiéra: 8. září 2021, role: Fadinard
- 2023 Nina Raine: Bach & synové, režie: Juraj Deák, česká premiéra: 16. května 2023, role: Vilém Friedemann Bach
- 2025 Francis Scott Fitzgerald – Simon Levy: Velký Gatsby, režie: Martin Čičvák, premiéra: 1. března 2025, role: Nick Carraway

## Filmografie (herec)
- Asi už to začalo (1997) – Ondra
- Metus mortis (1997) – chlapec
- Pták Ohnivák (1997) – princ Otmar
- Spravedlivý Bohumil (TV) (1998)
- Stín (TV) (1998)
- Stříbrný a Ryšavec (TV) (1998)
- Pelíšky (1999) – Elien
- Ze života pubescentky (1999) – Honza
- Český Robinson (2000)
- Oběti a vrazi (2000) – mladý Doubrava
- Elixír a Halíbela (TV) (2001) – princ Upolín
- O ztracené lásce (TV seriál) (2001) – princ Pravoslav
- Prsten kohouta Alektrya (TV) (2002) – Karolín
- Můj otec a ostatní muži (TV) (2003)
- Nemocnice na kraji města po dvaceti letech (TV seriál) (2003) – Jan Blažej
- Bolero (2004) – Patrik Všetečka
- Nemocnice na kraji města – nové osudy (TV seriál) (2008) – Jan Blažej
- Dobrodružství s orchestrem (ČT:D)

## Skladatelská činnost

### Vážná tvorba
- Two Invention for Trio (2000)
- Poetic Elegy (for strings) (2004)
- Paradox (Fantasie pro orchestr) (2005)
- Micimutr Symphonic Medley (2012)
- Symphonic Poem "O pokladech" (2013)
- Gnomerag(for larger group) (2014)
- Symfonie č.1 (2014)
- Golden Age Rhapsody (for bigband and symphonic orchestra) (2016)
- Symfonie č.2 "Křídla slávy" (2017)
- balet Kytice(chor.Petr Zuska)
- Sinfonieta "La Petite Joie"(2019)
- Suity ze scénických kompozic (Rebeka, Romeo a Julie,Tři sestry aj.)
- Pražská kavárna (Koncert pro orchestr) (2021)
- Suita z filmu Deníček moderního fotra (2023)
- Symfonie č.3 “Motus Vita”(2023)

### Muzikály
- Carmen (2003)
- Kniha džungle (2007)
- Adéla ještě nevečeřela (2008)
- Marilyn (Překrásné děcko) (2013)
- Nevěsta (2013)
- Do nebes(2023)

### Filmová a televizní hudba (výběr)
- Redakce
- Horákovi
- Vřesový trůn
- Bez tváře
- Sama v čase normálnosti
- Škola princů
- Běžci
- Micimutr
- Láska je láska
- Špunti na vodě
- Kapitán Exner
- Deníček moderního fotra
- Špunti na cestě
- Fentasy

### Divadelní a scénická hudba (výběr)
- Frederick
- Jakobowski a plukovník
- Marathon
- Poslední doutník
- Čaj u královny
- Figarova svatba
- Tři sestry
- Saturnin
- Rebeka
- Vstupte
- Bytná na zabití
- Láska na Krymu
- Romeo a Julie
- Pygmalion
- Poprask na laguně
- Nepřítel lidu
- Velký Gatsby
- Škola žen
- Harold a Maude
- Revizor
- Zmoudření Dona Quijota
- Slaměný klobouk
- Obchodník s deštěm
- Past na myši
- aranžmá muzikálů Malované na skle, Divotvorný hrnec, Funny Girl, Song pro dva, My Fair Lady.

### Další
- Crushing Bliss (s Romanem Holým)
- Sporcelain-Pavel Šporcl (skladby: John Thomas, Ambient Cow, Cascades)
- Vojtěch Dyk a B-Side Band (skladby Orient Express, One Last Call, Intercooler – aranžmá)
- Main Streams (CD) (2018)
- Tv MiniUni
- Deníček moderního fotra (CD) (Hudba z filmu)